# Jüngster
Als Jüngster wurde auf den Heringsloggern der jüngste Leichtmatrose bezeichnet. Er hatte meistens über zwei Jahre Fahrtzeit.

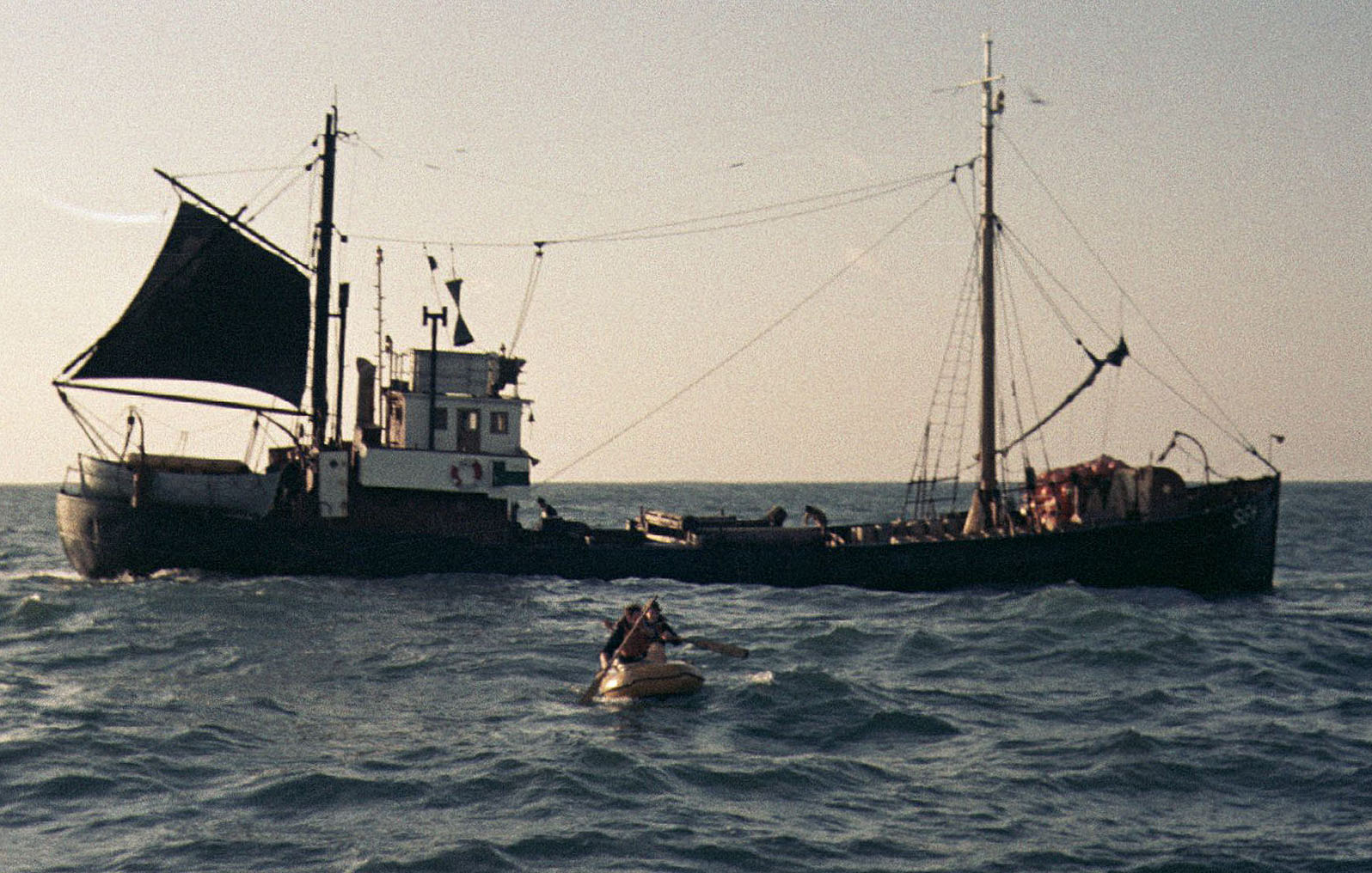
Heringslogger Balder

Bei den Heringsfängern begann die berufliche Ausbildung nach der Schulentlassung mit 14 bis 15 Jahren als Schiffsjunge oder kurz Junge. Die Fangsaison der Heringsfänger dauerte von Mai bis November,  ein regelmäßiger Besuch einer Berufsschule war nicht möglich. Daher gingen die berufsschulpflichtigen Schiffsjungen und Leichtmatrosen in der Heimat im Winter in die ländlichen Berufsschulen ohne berufsspezifische Ausbildung.
Um 1910 wurden daher in der Heimat der Heringsfänger (Windheim, Niederwöhren, Stolzenau) Fischerschulen gegründet, der Unterricht fand ebenfalls im Winter statt.
In Westfalen, viele Loggerbesatzungen waren hier heimisch, wurde aus diesem Grund um 1930 in den Heringsdörfern an der Weser für die zukünftigen Schiffsjungen eine Vorschule gegründet. Es gab für die praktischen Unterweisungen dafür ein Ausbildungsschiff, die Bark Klar zum Wenden, die ihren Liegeplatz in Emden hatte.